# Saison 2015 de l'équipe cycliste Orica-GreenEDGE
La saison 2015 de l'équipe cycliste Orica-GreenEDGE est la quatrième de cette équipe.

## Préparation de la saison 2015

### Sponsors et financement de l'équipe
L'équipe Orica-GreenEDGE est la propriété de l'homme d'affaires australien Gerry Ryan. Il participe à son financement, en partie via les sociétés Jayco (fabricant de caravanes) et Mitchelton Wines, qu'il possède,,. Le sponsor principal et éponyme de l'équipe est l'entreprise Orica, fabricant d'explosifs et de produits chimiques pour l'industrie minière, qui s'est engagé pour trois ans en mai 2012, puis a prolongé son engagement jusqu'à la fin de l'année 2016. Les autres sponsors sont Scott, fournisseur de cycles, Craft, fournisseur de vêtement depuis 2014, Jayco. Le site internet BikeExchange, partenaire média de l'équipe depuis sa création, apparaît au dos du cuissard en cours de saison.  Le budget de l'équipe pour cette saison s'élève à 12 millions d'euros.

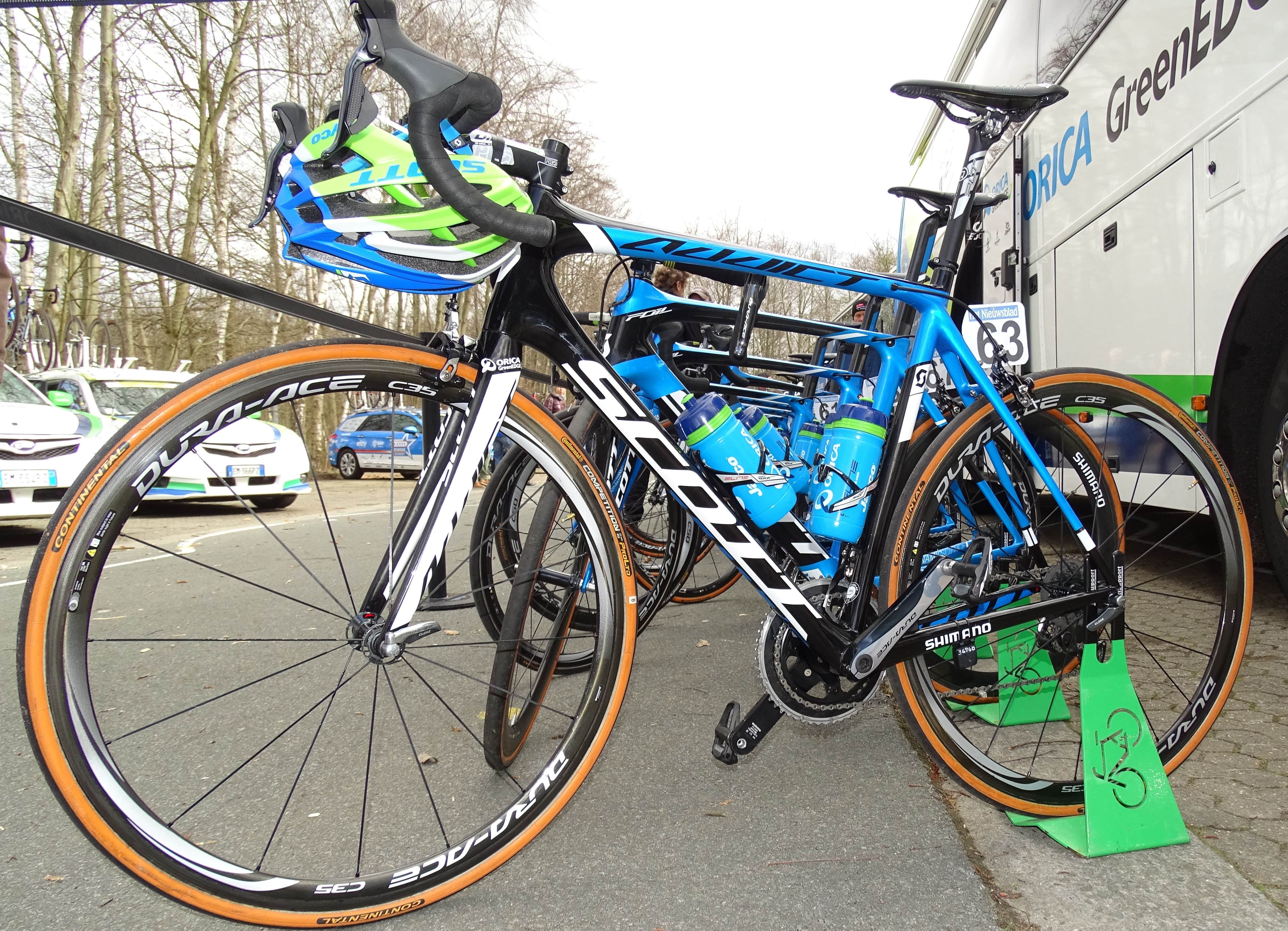
Vélo Scott Foil Team Issue utilisé par l'équipe lors des Trois jours de La Panne.
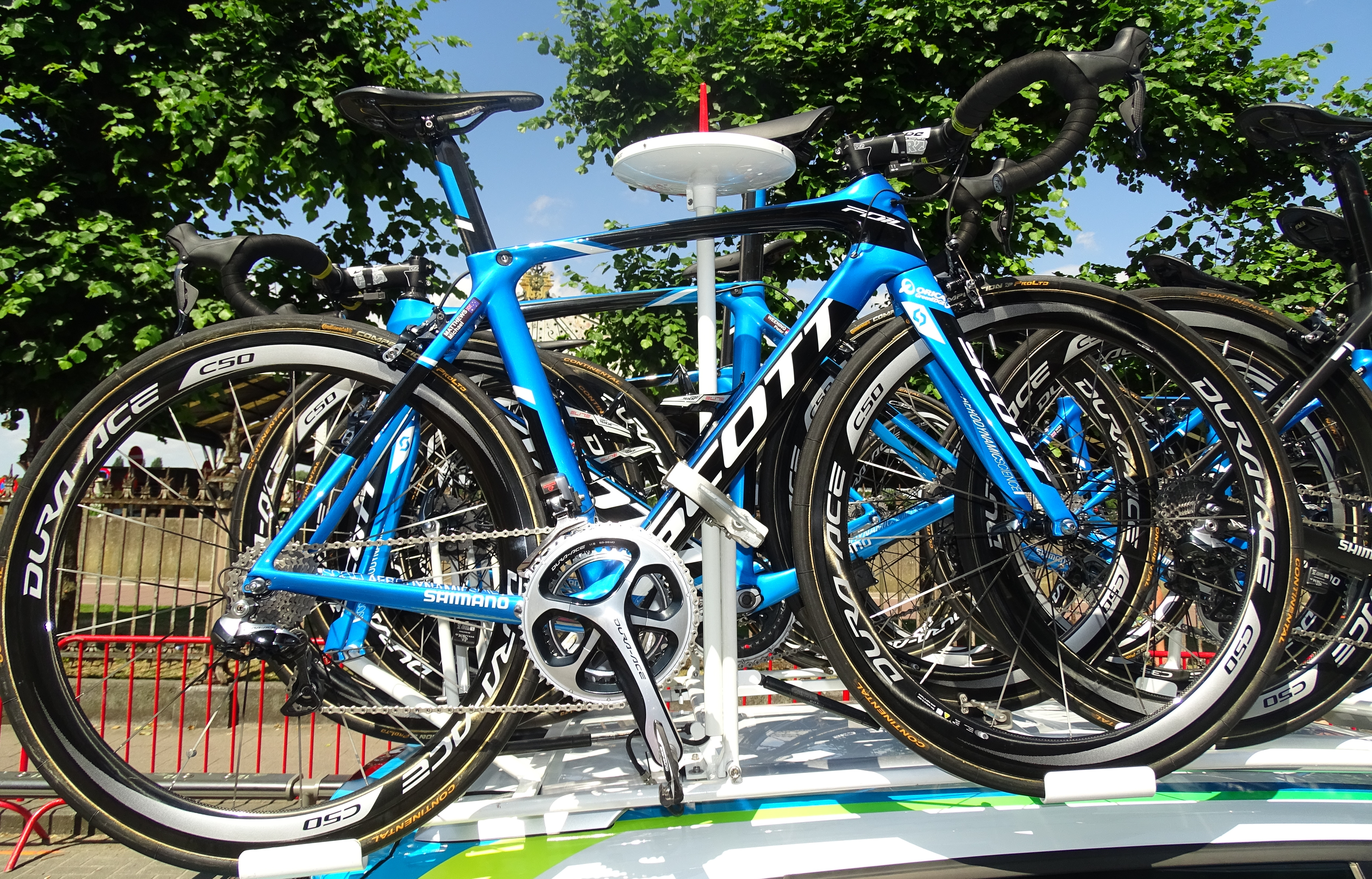
Vélo Scott Addict Team Issue lors du Tour de France.
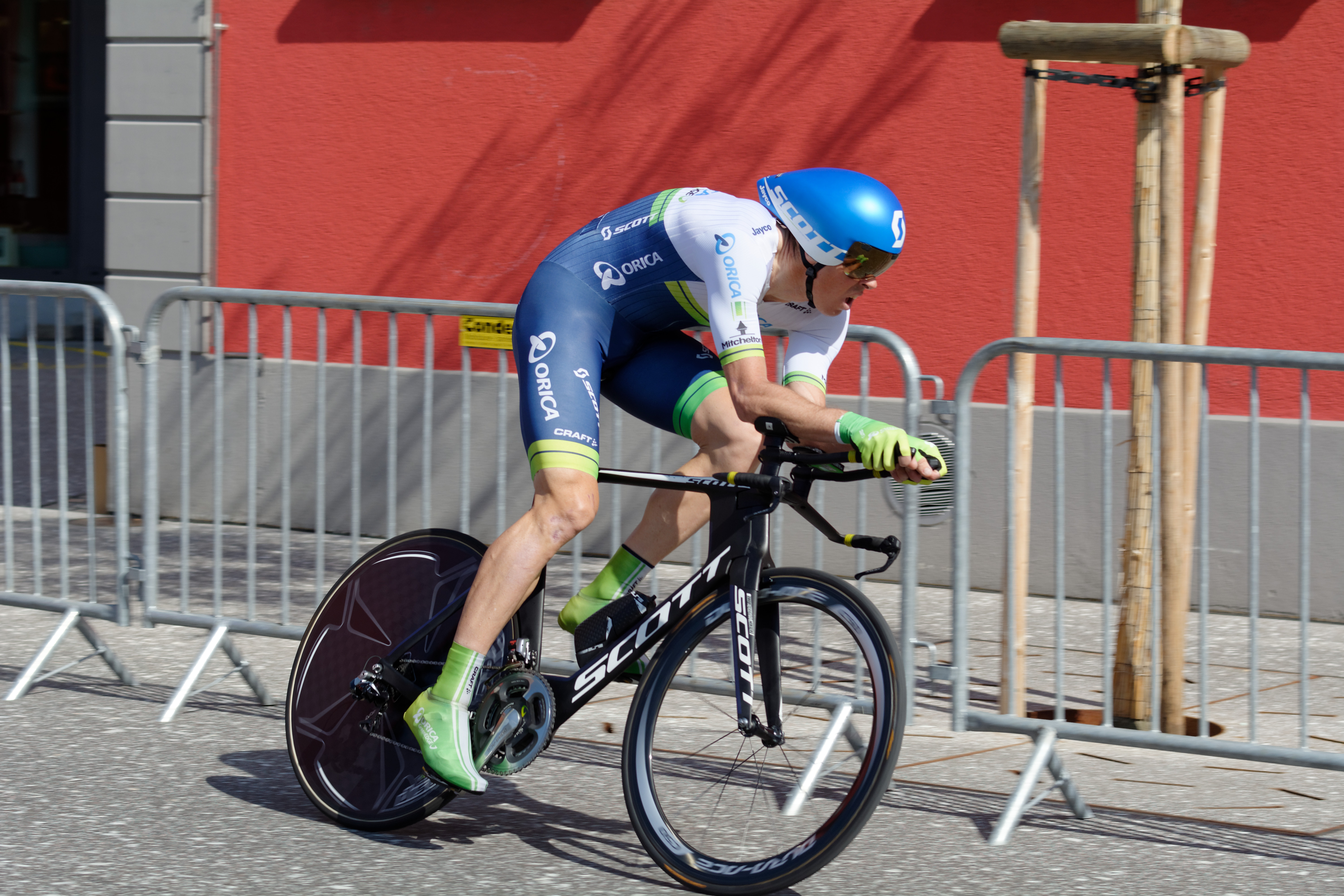
Vélo de contre-la-montre Scott Plasma 5 TT lors du Tour de Suisse
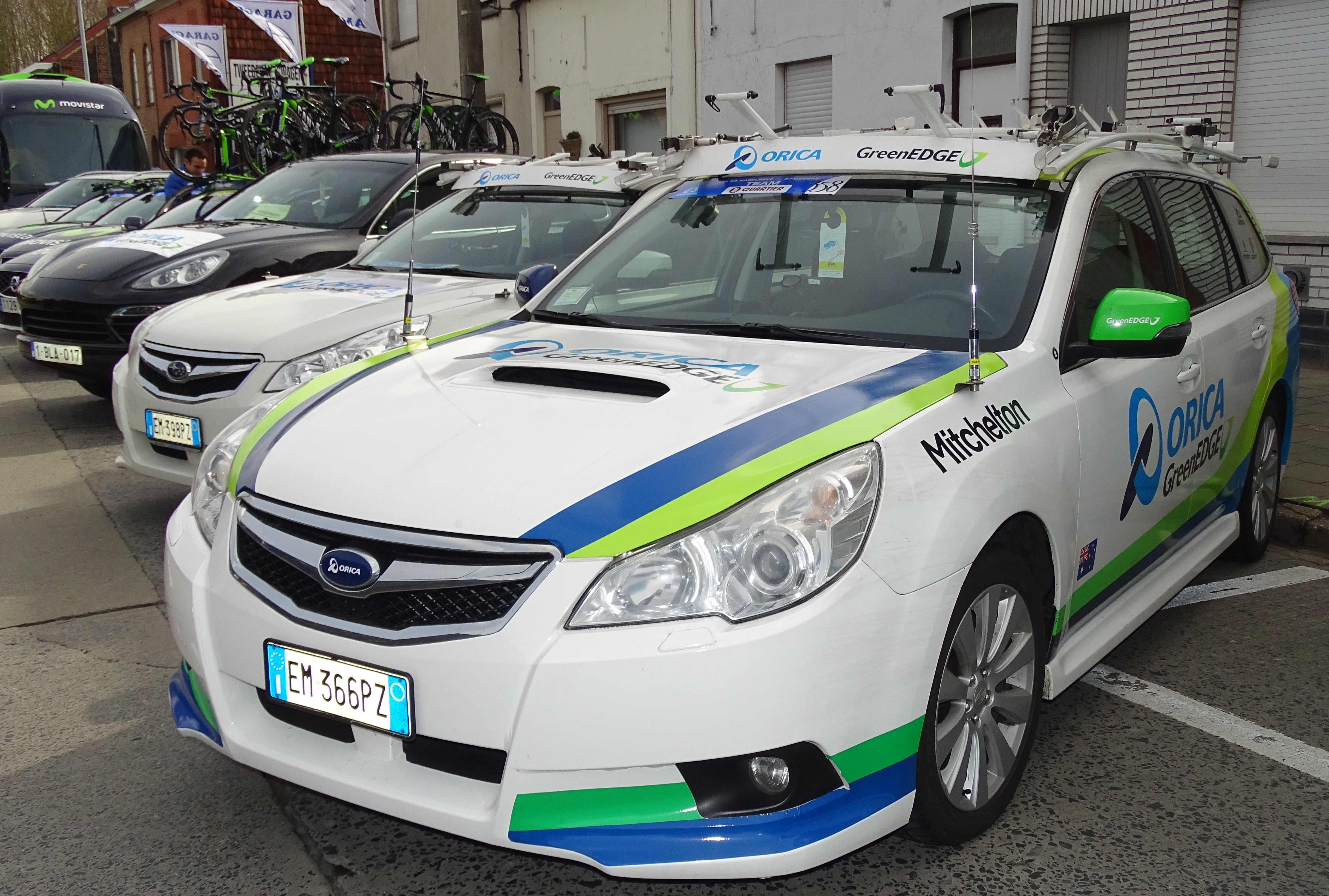
Une voiture de l'équipe lors du Grand Prix E3 2015.
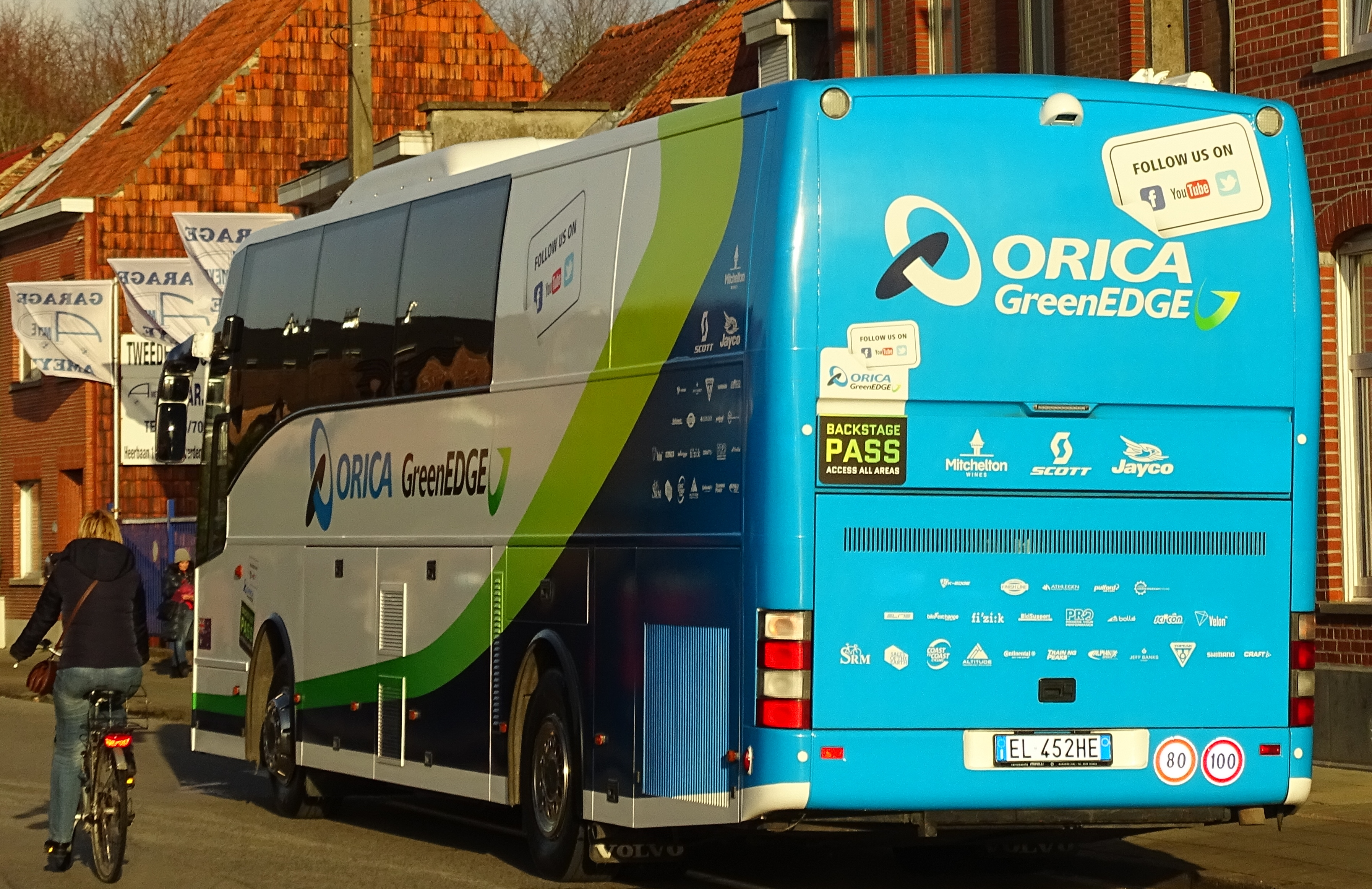
Le bus secondaire de l'équipe lors du Grand Prix E3 2015.

### Arrivées et départs
| Arrivées            | Équipe 2014                  |
| ------------------- | ---------------------------- |
| Adam Blythe         | NFTO                         |
| Magnus Cort Nielsen | Cult Energy Vital Water      |
| Caleb Ewan          | Jayco-AIS World Tour Academy |

| Départs       | Équipe 2015           |
| ------------- | --------------------- |
| Matthew Goss  | MTN-Qhubeka           |
| Aidis Kruopis | An Post-ChainReaction |

## Déroulement de la saison

### Mai-juin
Au Tour d'Italie, Orica-GreenEDGE ne sélectionne pas de coureur visant une bonne place au classement général mais se donne pour objectif de remporter des étapes. Elle espère gagner, comme en 2014, le contre-la-montre par équipes inaugural. Michael Matthews et Simon Gerrans peuvent viser une victoire au sprint, Pieter Weening et Simon Clarke en moyenne montagne, et Esteban Chaves en haute montagne. Les quatre autres coureurs sélectionnés, Luke Durbridge, Brett Lancaster, Michael Hepburn et Sam Bewley sont des spécialistes du contre-la-montre. Orica-GreenEDGE atteint son premier objectif en gagnant le contre-la-montre par équipes à San Remo. Six coureurs de l'équipe occupent les premières places du classement général, dont Simon Gerrans qui revêt le maillot rose. Celui-ci est attribué le lendemain à Michael Matthews, septième de la deuxième étape.

## Coureurs et encadrement technique

### Effectif
| Cycliste            | Date de naissance | Nationalité      | Équipe 2014                  |  |
| ------------------- | ----------------- | ---------------- | ---------------------------- |  |
| Michael Albasini    | 20 décembre 1980  | Suisse           | Orica-GreenEDGE              |  |
| Sam Bewley          | 22 juillet 1987   | Nouvelle-Zélande | Orica-GreenEDGE              |  |
| Adam Blythe         | 1er octobre 1989  | Royaume-Uni      | NFTO                         |  |
| Esteban Chaves      | 17 janvier 1990   | Colombie         | Orica-GreenEDGE              |  |
| Simon Clarke        | 18 juillet 1986   | Australie        | Orica-GreenEDGE              |  |
| Magnus Cort Nielsen | 16 janvier 1993   | Danemark         | Cult Energy Vital Water      |  |
| Mitchell Docker     | 2 octobre 1986    | Australie        | Orica-GreenEDGE              |  |
| Luke Durbridge      | 9 avril 1991      | Australie        | Orica-GreenEDGE              |  |
| Caleb Ewan          | 11 juillet 1994   | Australie        | Jayco-AIS World Tour Academy |  |
| Simon Gerrans       | 16 mai 1980       | Australie        | Orica-GreenEDGE              |  |
| Mathew Hayman       | 20 avril 1978     | Australie        | Orica-GreenEDGE              |  |
| Michael Hepburn     | 17 août 1991      | Australie        | Orica-GreenEDGE              |  |
| Leigh Howard        | 18 octobre 1989   | Australie        | Orica-GreenEDGE              |  |
| Damien Howson       | 13 août 1992      | Australie        | Orica-GreenEDGE              |  |
| Daryl Impey         | 6 décembre 1984   | Afrique du Sud   | Orica-GreenEDGE              |  |
| Jens Keukeleire     | 23 novembre 1988  | Belgique         | Orica-GreenEDGE              |  |
| Brett Lancaster     | 15 novembre 1979  | Australie        | Orica-GreenEDGE              |  |
| Michael Matthews    | 26 septembre 1990 | Australie        | Orica-GreenEDGE              |  |
| Christian Meier     | 21 février 1985   | Canada           | Orica-GreenEDGE              |  |
| Cameron Meyer       | 11 janvier 1988   | Australie        | Orica-GreenEDGE              |  |
| Jens Mouris         | 12 mars 1980      | Pays-Bas         | Orica-GreenEDGE              |  |
| Ivan Santaromita    | 30 avril 1984     | Italie           | Orica-GreenEDGE              |  |
| Svein Tuft          | 9 mai 1977        | Canada           | Orica-GreenEDGE              |  |
| Pieter Weening      | 5 avril 1981      | Pays-Bas         | Orica-GreenEDGE              |  |
| Adam Yates          | 7 août 1992       | Royaume-Uni      | Orica-GreenEDGE              |  |
| Simon Yates         | 7 août 1992       | Royaume-Uni      | Orica-GreenEDGE              |  |

Portraits
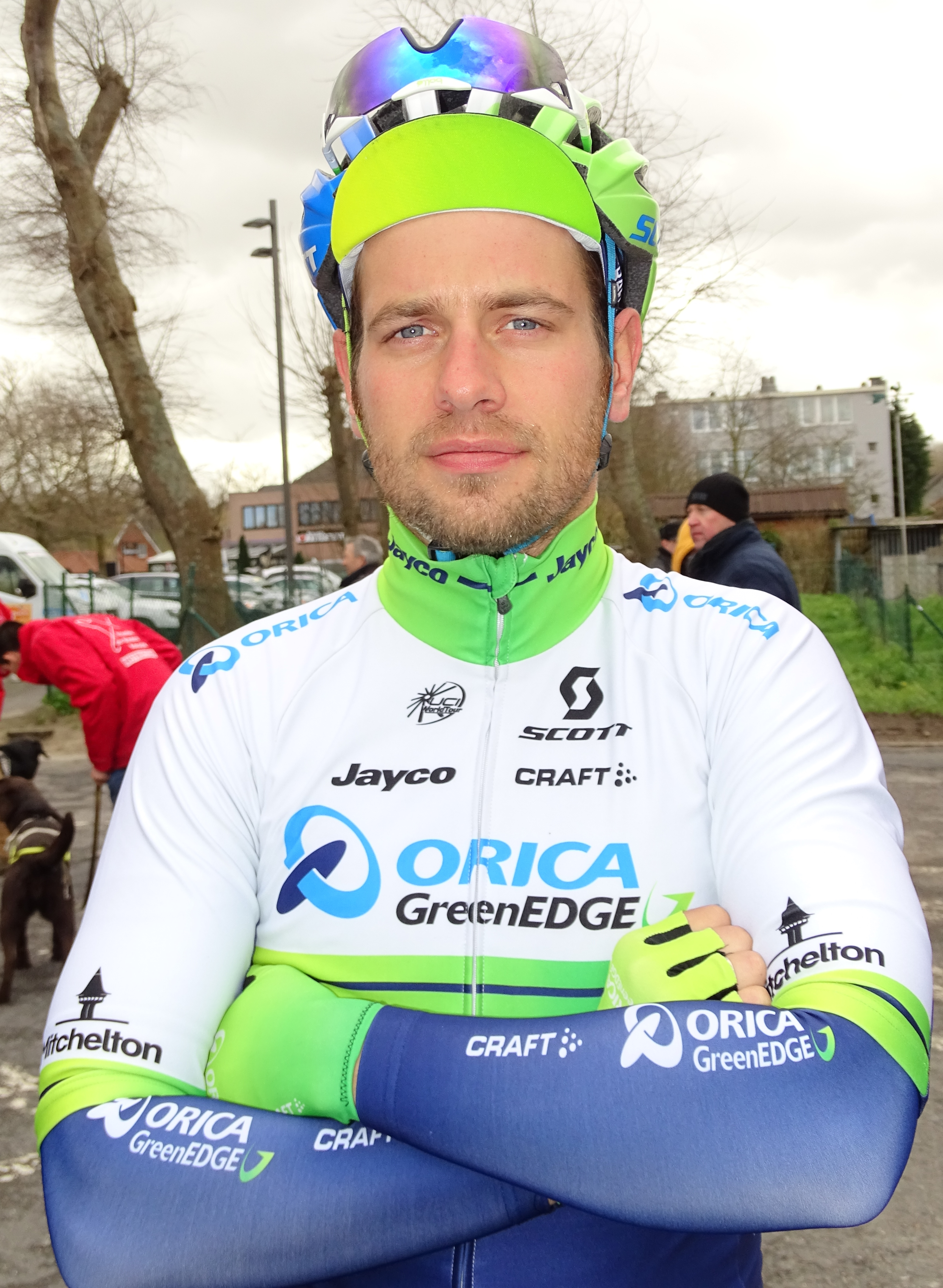
Adam Blythe.
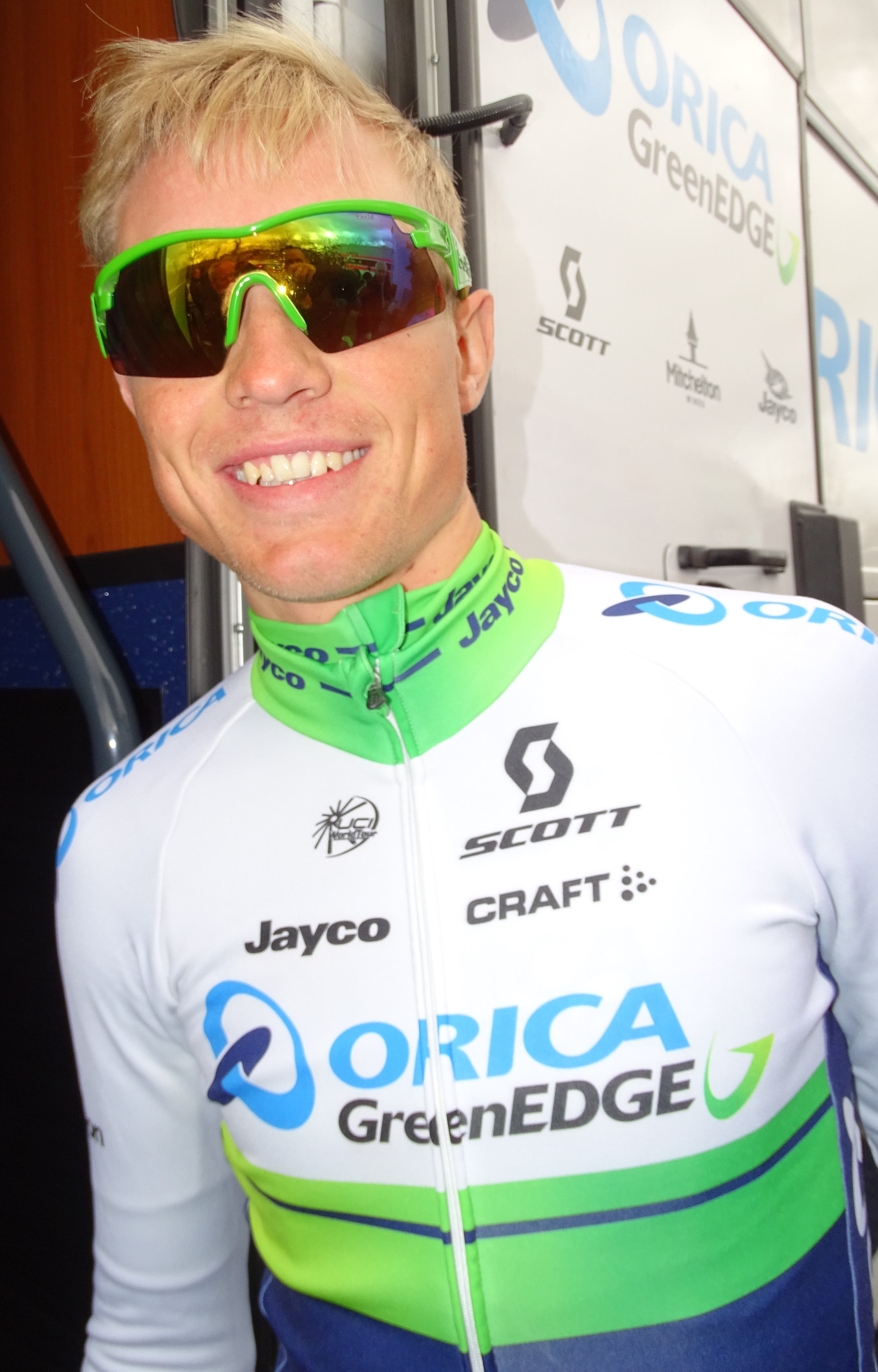
Magnus Cort Nielsen.
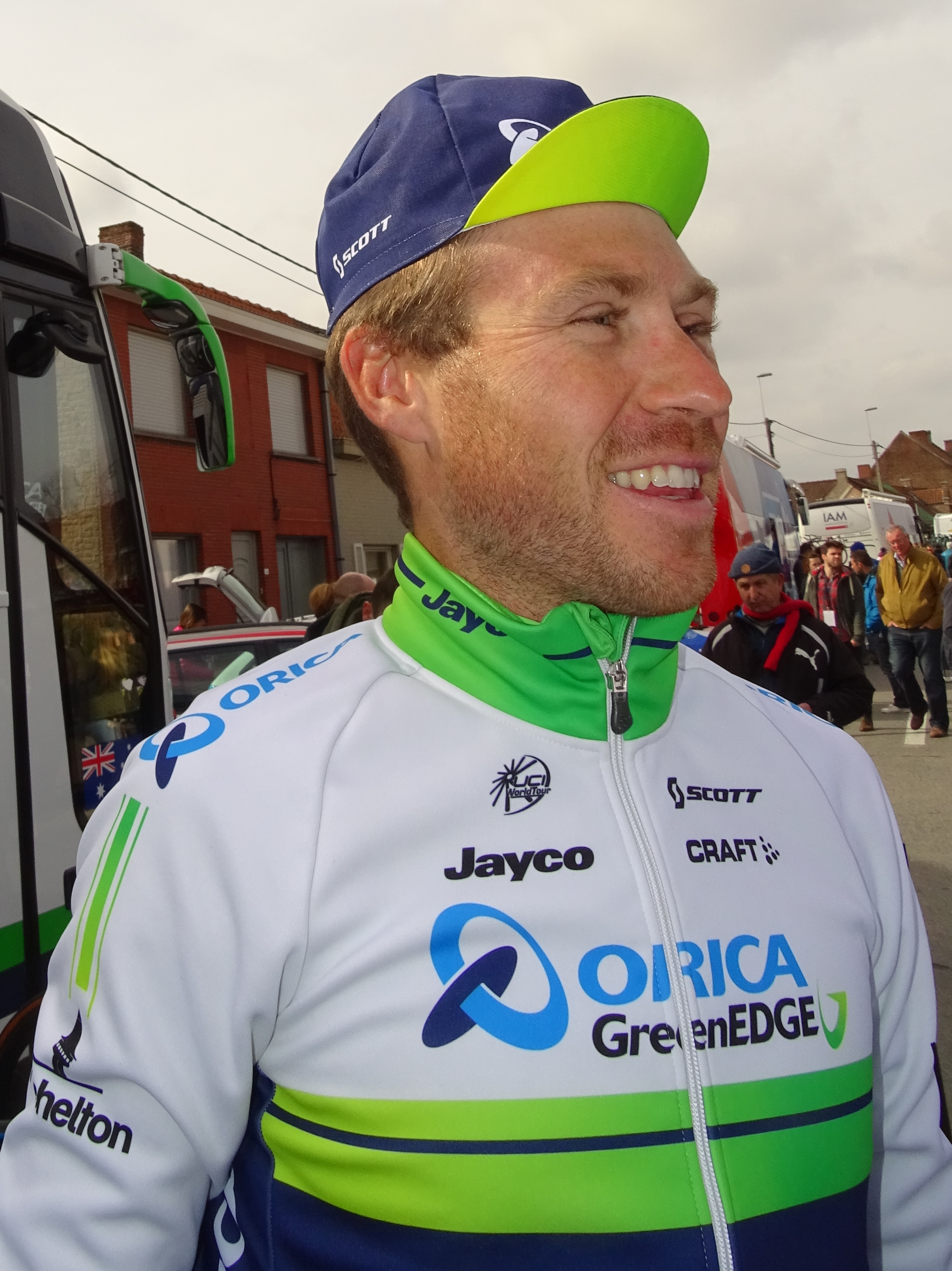
Mitchell Docker.
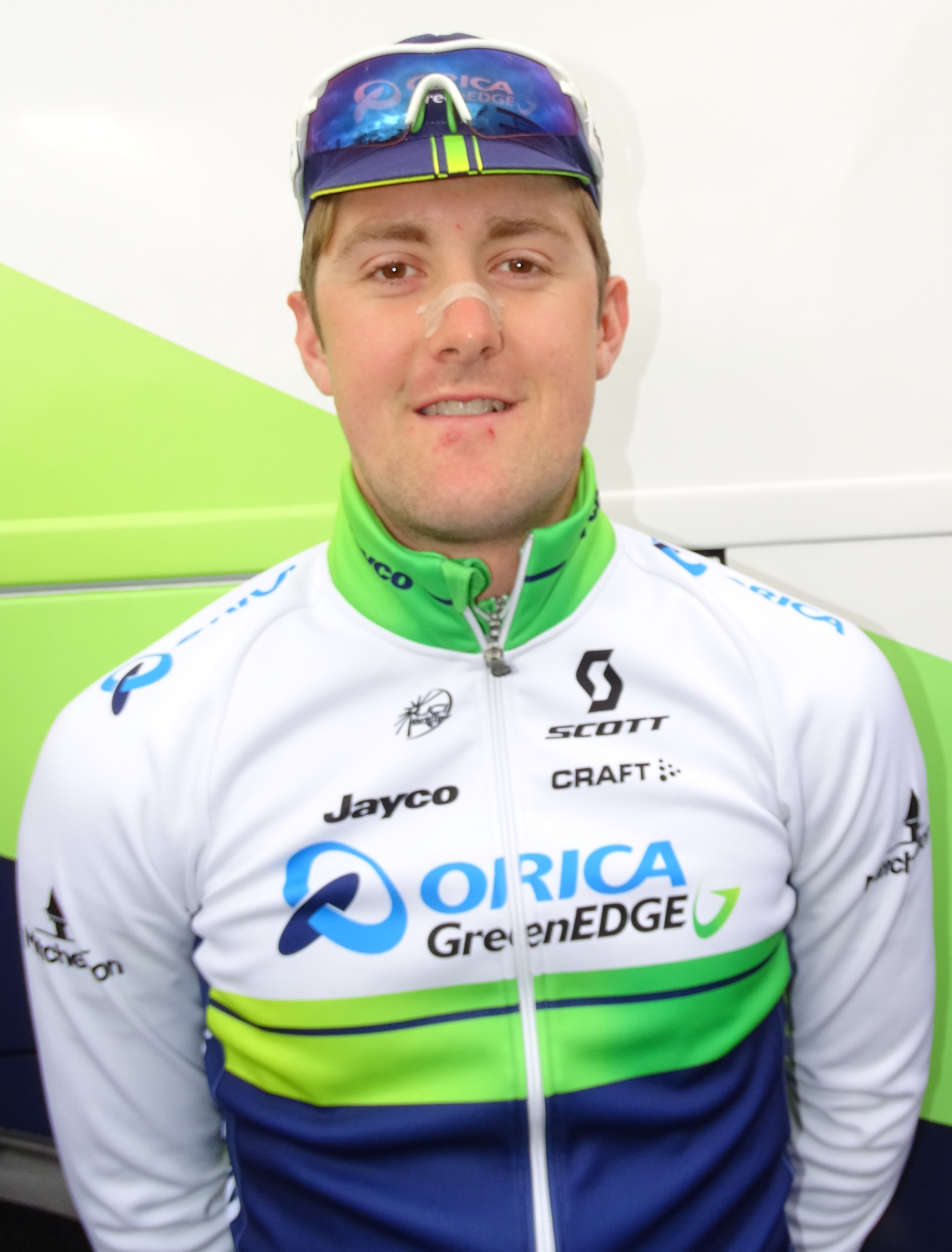
Luke Durbridge.
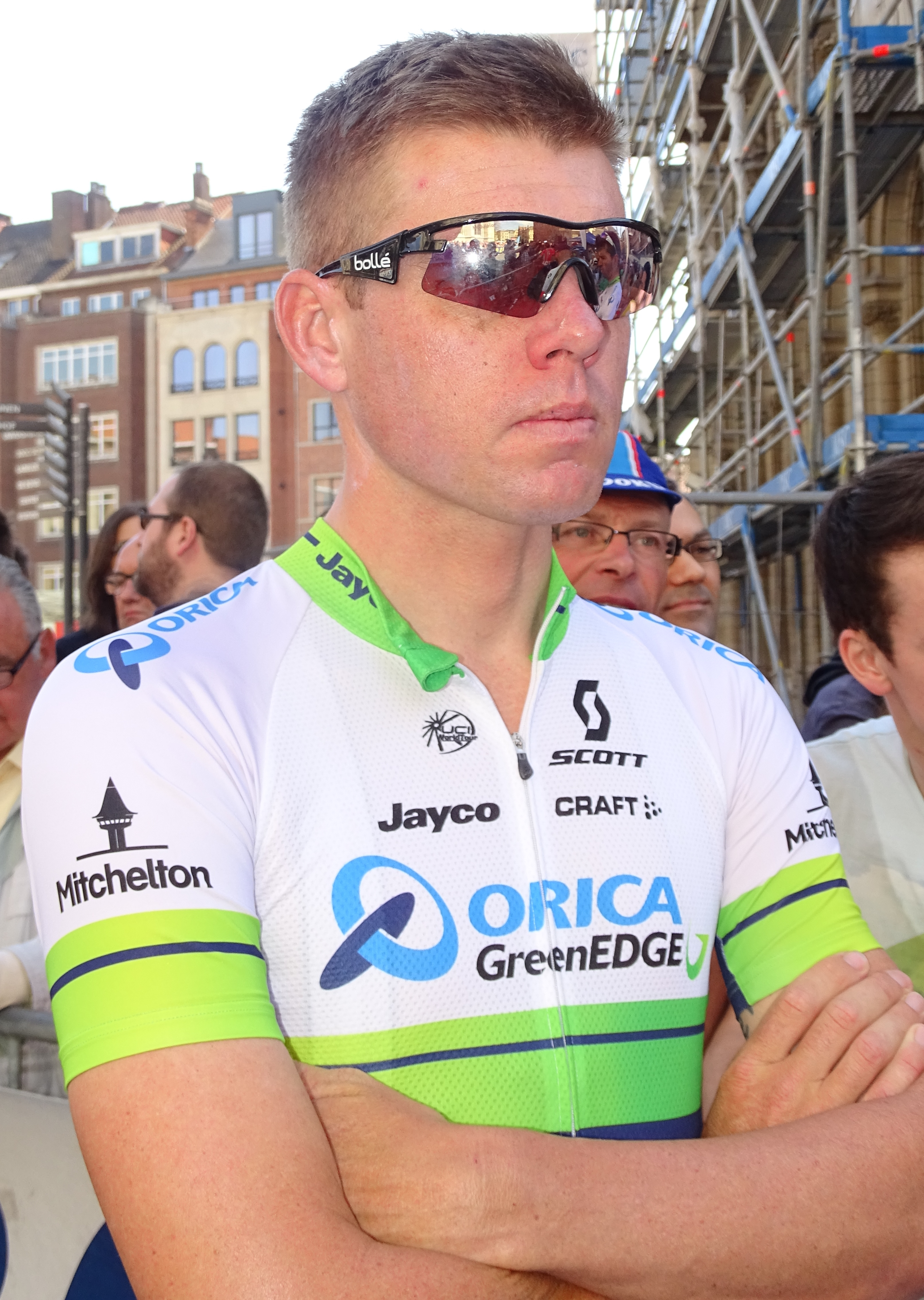
Brett Lancaster.
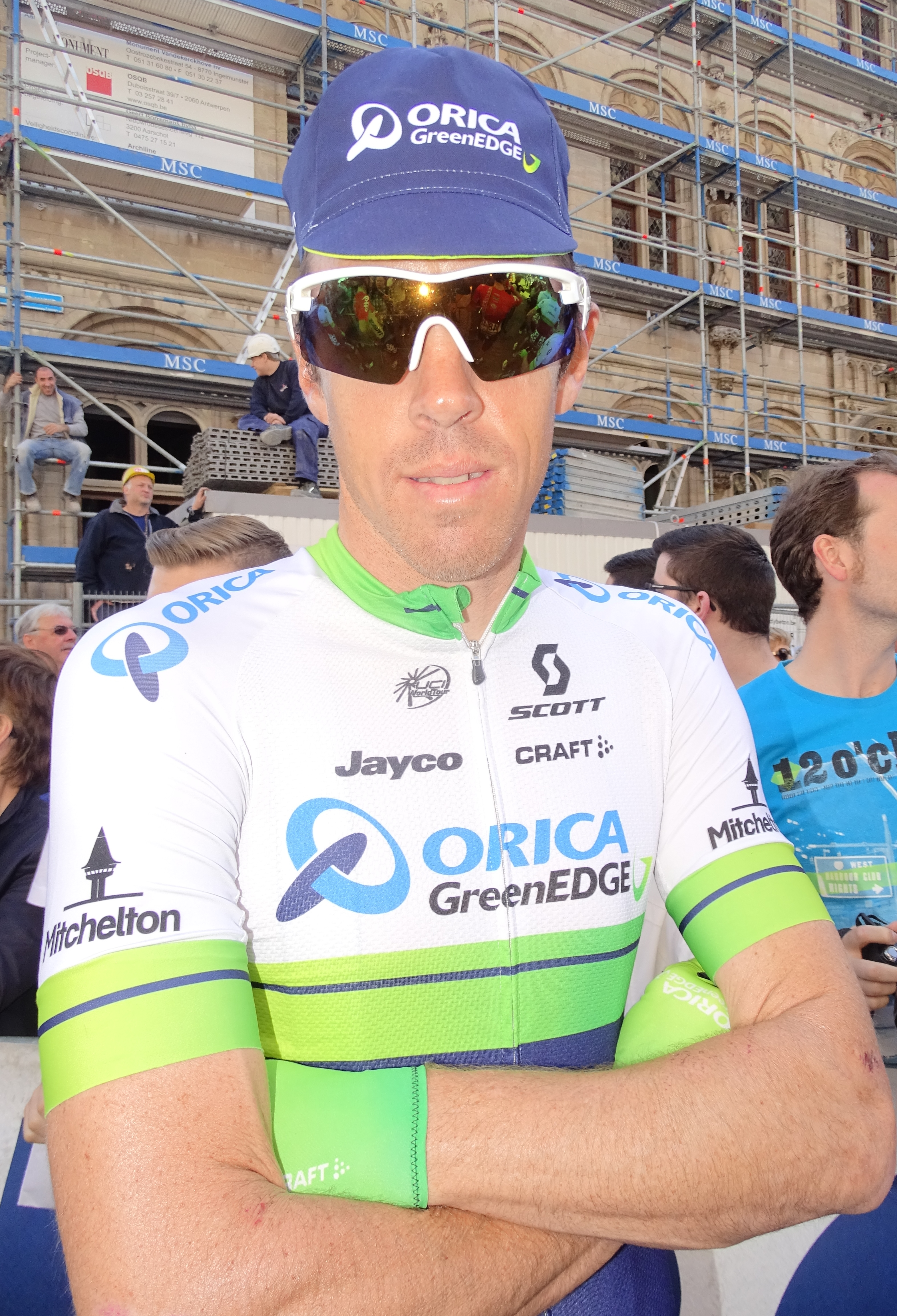
Mathew Hayman.
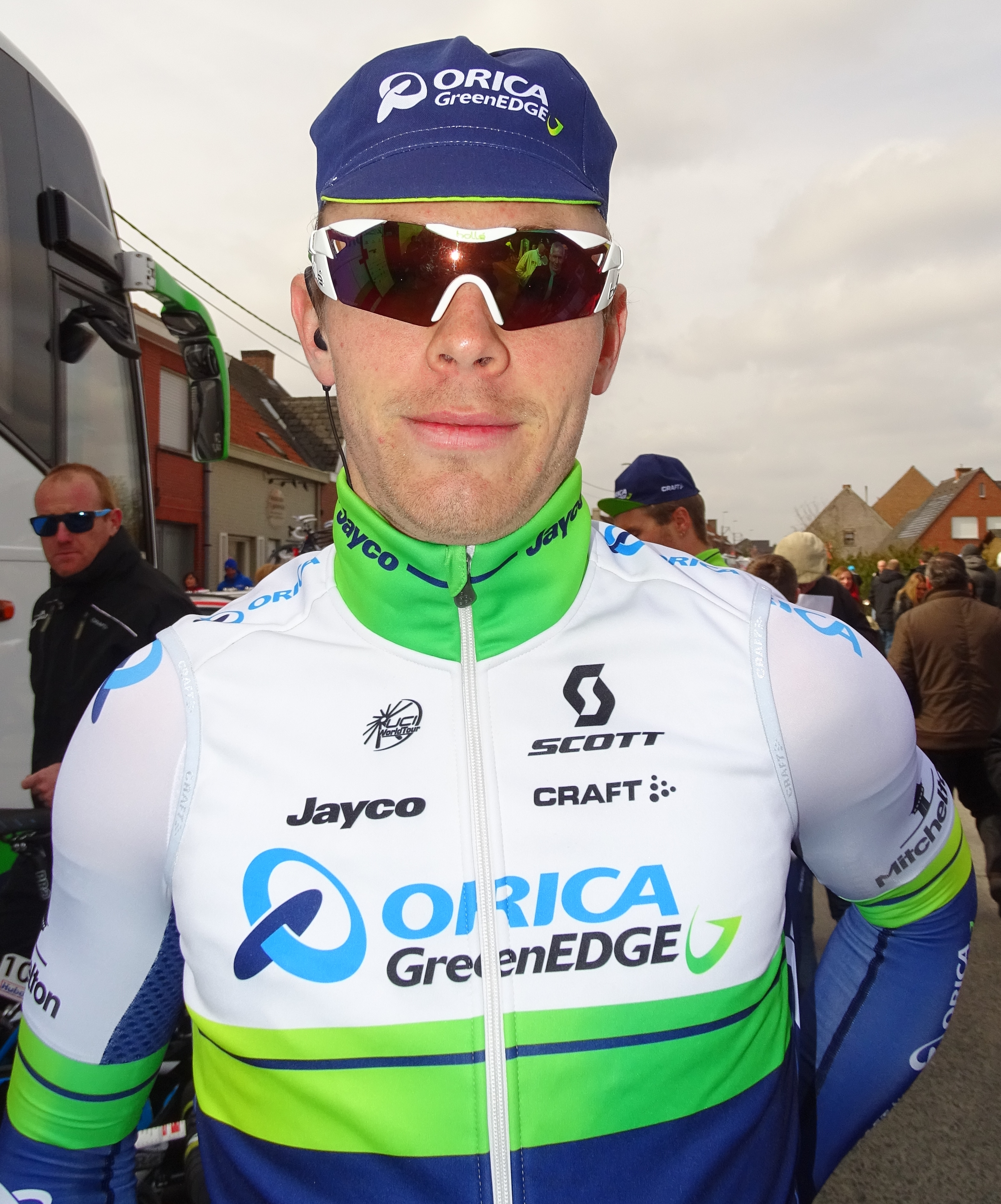
Michael Hepburn.
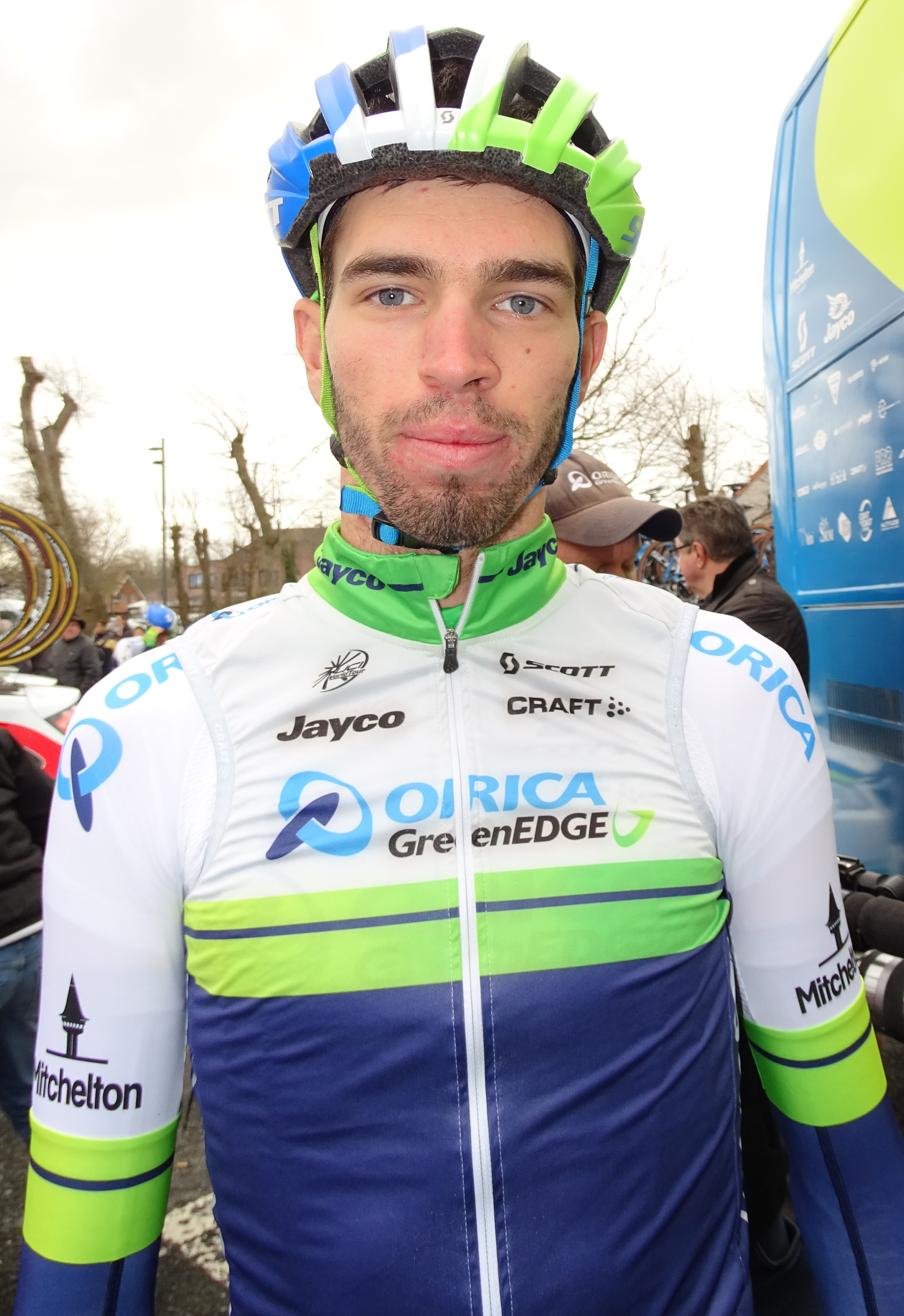
Damien Howson.
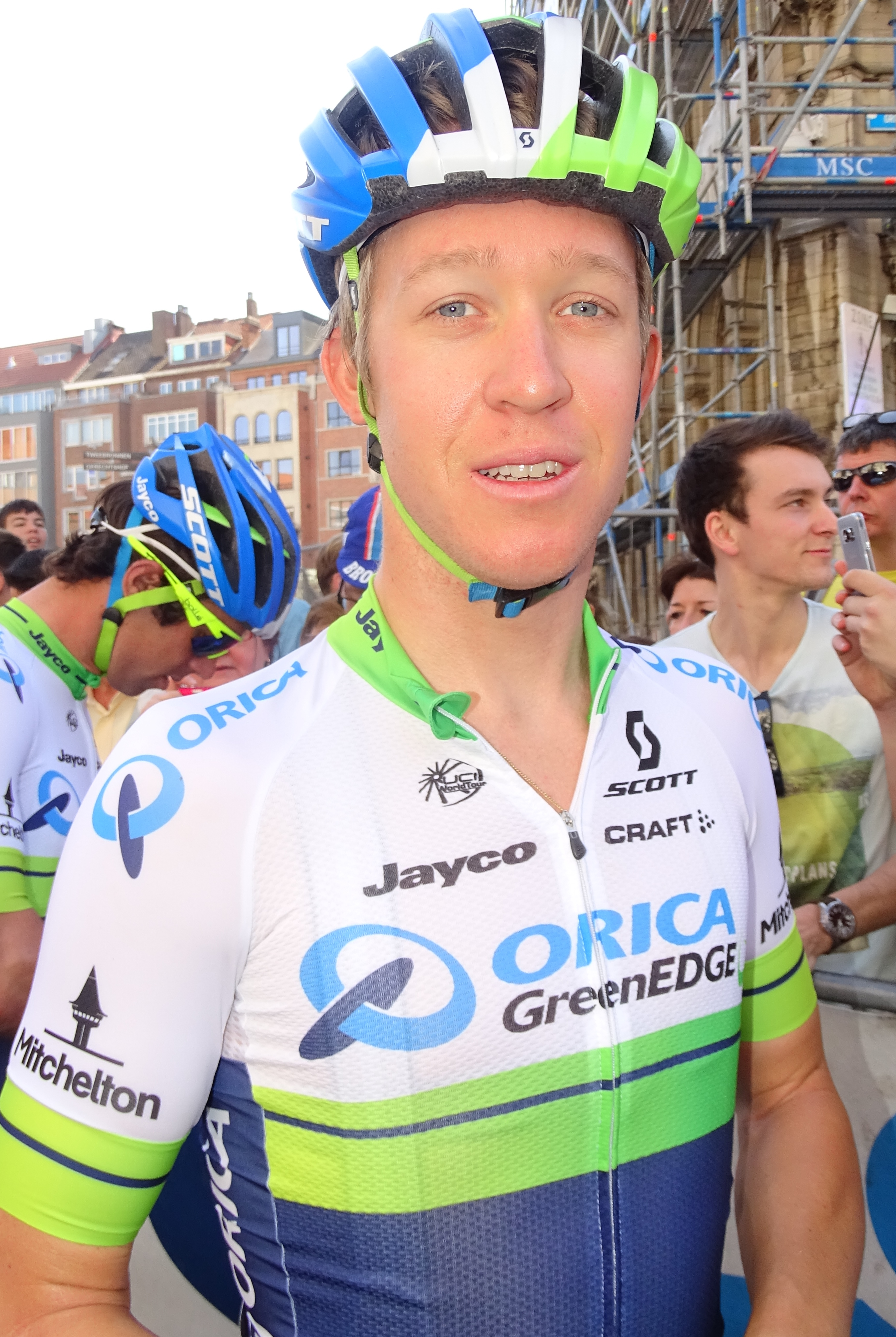
Cameron Meyer.
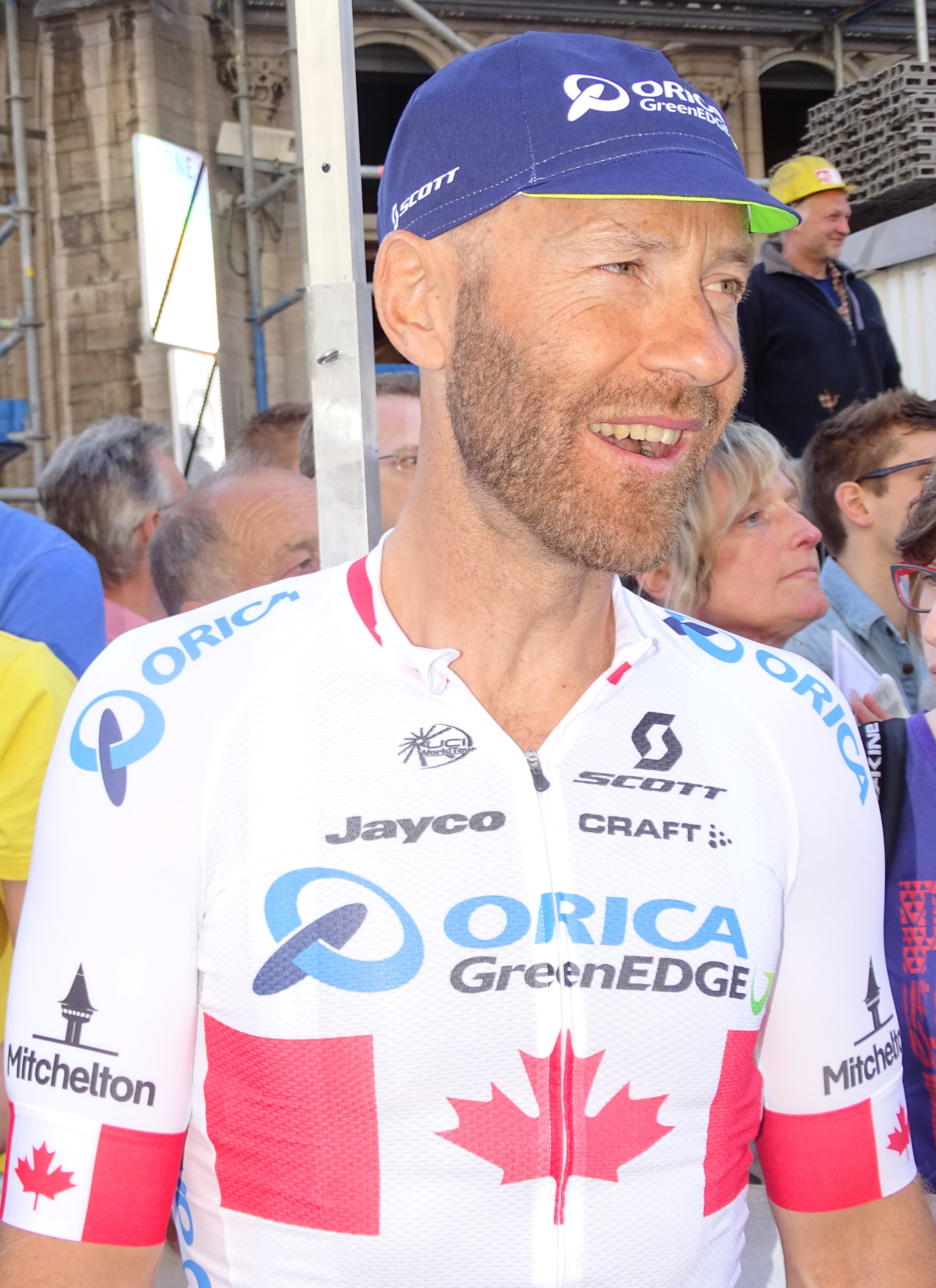
Svein Tuft.
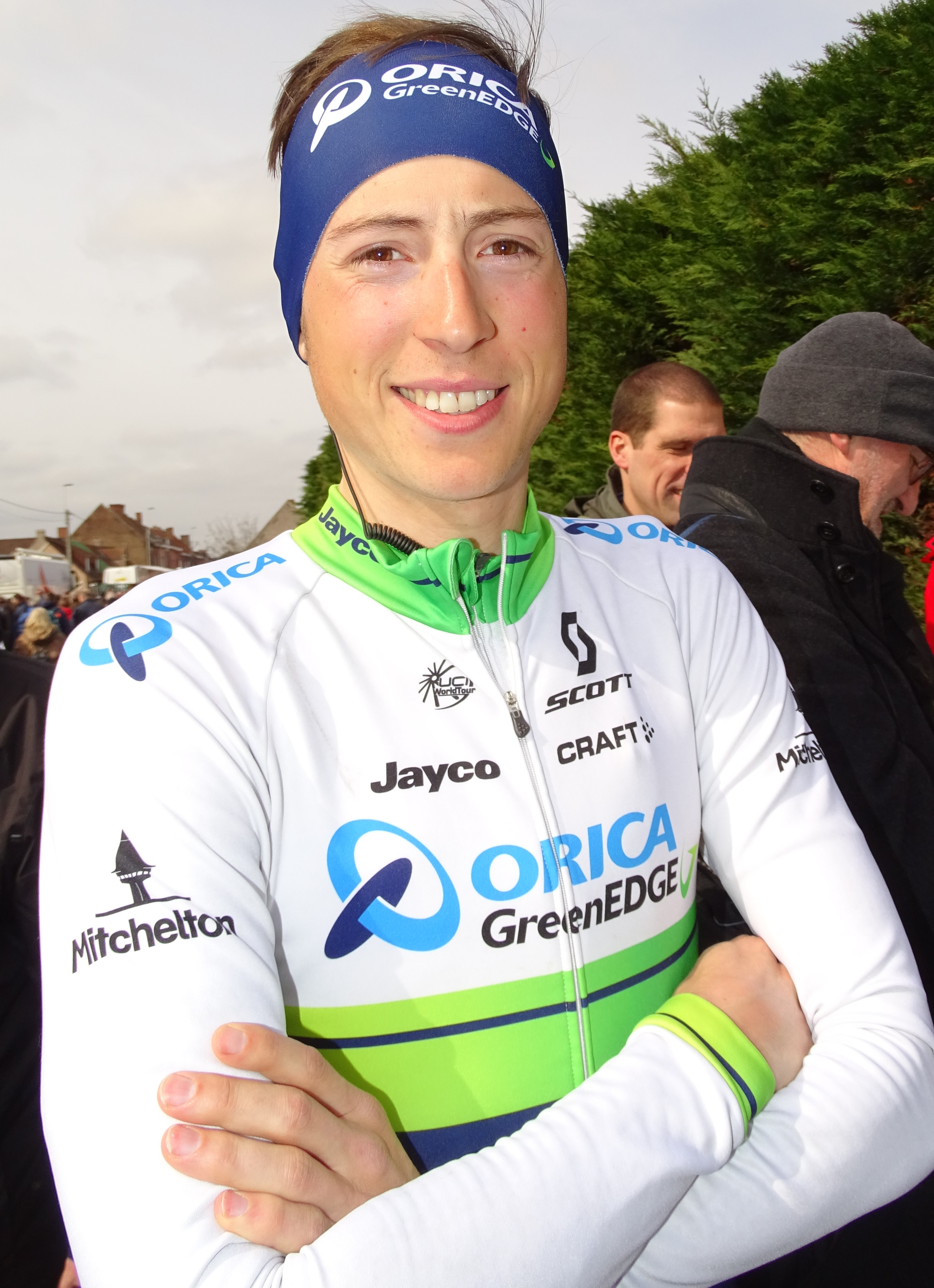
Jens Keukeleire.

### Encadrement
Shayne Bannan est le manager général de GreenEDGE Cycling, qui gère l'équipe masculine Orica-GreenEDGE et l'équipe féminine Orica-AIS. Bannan a auparavant occupé des postes de direction au sein de Cycling Australia (en) et de l'Australian Institute of Sport.
En octobre 2012, Matthew White quitte la direction de l'équipe Orica-GreenEDGE, ainsi que son poste de sélectionneur de l'équipe nationale australienne, après avoir avoué s'être dopé durant sa carrière de coureur. Ces aveux sont intervenus dans le cadre et à la sutie de l'enquête de l'agence antidopage américaine sur Lance Armstrong et l'équipe US Postal, dont White a été membre de 2001 à 2003. Suspendu six mois, il reprend ses fonctions en mai 2013. Suivant les recommandations d'un rapport rédigé par Nicki Vance, expert de la lutte antidopage et mandaté à cette fin par GreenEDGE, White est réintégré avec une période probatoire de douze mois,,.
L'encadrement de l'équipe comprend cinq directeurs sportifs. Vittorio Algeri, Laurenzo Lapage et Neil Stephens le sont depuis le lancement de l'équipe au début de l'année 2012. David McPartland occupe ce poste depuis cette date au sein de l'équipe féminine Orica-AIS. Matthew Wilson est devenu directeur sportif après avoir terminé sa carrière de coureur au sein d'Orica-GreenEDGE en août 2012.

## Bilan de la saison

### Victoires

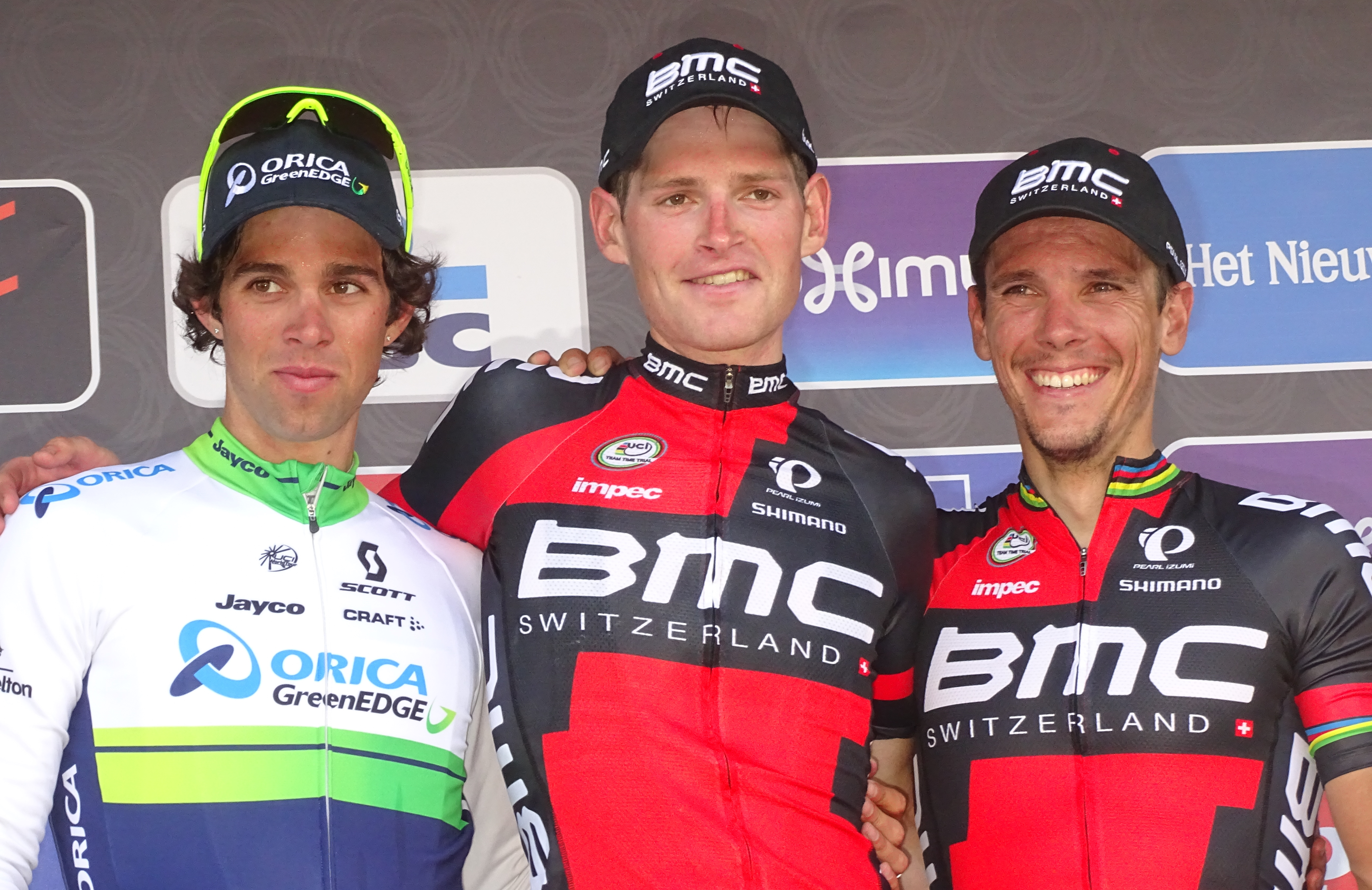
Podium de l'édition 2015 de la Flèche brabançonne : Michael Matthews (2e), Ben Hermans (1er) et Philippe Gilbert (3e).

| Date       | Course                                           | Pays                | Classe | Vainqueur        |
| ---------- | ------------------------------------------------ | ------------------- | ------ | ---------------- |
| 05/02/2015 | 1re étape du Herald Sun Tour                     | Australie           | 2.1    | Cameron Meyer    |
| 05/02/2015 | Championnat d'Afrique du Sud du contre-la-montre | Afrique du Sud      | CN     | Daryl Impey      |
| 06/02/2015 | 2e étape du Herald Sun Tour                      | Australie           | 2.1    | Caleb Ewan       |
| 07/02/2015 | 3e étape du Herald Sun Tour                      | Australie           | 2.1    | Caleb Ewan       |
| 08/02/2015 | Classement général du Herald Sun Tour            | Australie           | 2.1    | Cameron Meyer    |
| 10/03/2015 | 3e étape du Tour de Langkawi                     | Malaisie            | 2.HC   | Caleb Ewan       |
| 11/03/2015 | 3e étape de Paris-Nice                           | France              | WT     | Michael Matthews |
| 13/03/2015 | 6e étape du Tour de Langkawi                     | Malaisie            | 2.HC   | Caleb Ewan       |
| 05/04/2015 | Tour de La Rioja                                 | Espagne             | 1.1    | Caleb Ewan       |
| 06/04/2015 | 1re étape du Tour du Pays basque                 | Espagne             | WT     | Michael Matthews |
| 29/04/2015 | 2e étape du Tour de Romandie                     | Suisse              | WT     | Michael Albasini |
| 30/04/2015 | 3e étape du Tour de Romandie                     | Suisse              | WT     | Michael Albasini |
| 09/05/2015 | 1re étape du Tour d'Italie                       | Italie              | WT     | Orica-GreenEDGE  |
| 11/05/2015 | 3e étape du Tour d'Italie                        | Italie              | WT     | Michael Matthews |
| 08/06/2015 | 2e étape du Tour de Corée                        | Corée du Sud        | 2.1    | Caleb Ewan       |
| 09/06/2015 | 3e étape du Tour de Corée                        | Corée du Sud        | 2.1    | Caleb Ewan       |
| 11/06/2015 | 5e étape du Tour de Corée                        | Corée du Sud        | 2.1    | Caleb Ewan       |
| 13/06/2015 | 7e étape du Tour de Corée                        | Corée du Sud        | 2.1    | Caleb Ewan       |
| 14/06/2015 | Classement général du Tour de Corée              | Corée du Sud        | 2.1    | Caleb Ewan       |
| 16/06/2015 | 4e étape du Tour de Suisse                       | Suisse              | WT     | Michael Matthews |
| 01/08/2015 | Classique de Saint-Sébastien                     | Espagne             | WT     | Adam Yates       |
| 23/08/2015 | 2e étape du Tour d'Espagne                       | Espagne             | WT     | Esteban Chaves   |
| 26/08/2015 | 5e étape du Tour d'Espagne                       | Espagne             | WT     | Caleb Ewan       |
| 27/08/2015 | 6e étape du Tour d'Espagne                       | Espagne             | WT     | Esteban Chaves   |
| 03/09/2015 | 2e étape du Tour d'Alberta                       | Canada              | 2.1    | Michael Matthews |
| 10/10/2015 | 3e étape du Tour d'Abou Dabi                     | Émirats arabes unis | 2.1    | Esteban Chaves   |
| 11/10/2015 | Classement général du Tour d'Abou Dabi           | Émirats arabes unis | 2.1    | Esteban Chaves   |

### Résultats sur les courses majeures
Les tableaux suivants représentent les résultats de l'équipe dans les principales courses du calendrier international (les cinq classiques majeures et les trois grands tours). Pour chaque épreuve est indiqué le meilleur coureur de l'équipe, son classement ainsi que les accessits glanés par Orica-GreenEDGE sur les courses de trois semaines.

#### Classiques
| Classique            | Milan-San Remo        | Tour des Flandres     | Paris-Roubaix        | Liège-Bastogne-Liège | Tour de Lombardie   |
| -------------------- | --------------------- | --------------------- | -------------------- | -------------------- | ------------------- |
| Coureur (classement) | Michael Matthews (3e) | Jens Keukeleire (19e) | Jens Keukeleire (6e) | Pieter Weening (14e) | Esteban Chaves (8e) |

#### Grands tours
| Grand tour           | Tour d'Italie                                                         | Tour de France   | Tour d'Espagne                                       |
| -------------------- | --------------------------------------------------------------------- | ---------------- | ---------------------------------------------------- |
| Coureur (classement) | Esteban Chaves (55e)                                                  | Adam Yates (50e) | Esteban Chaves (5e)                                  |
| Accessits            | 2 victoires d'étapes (contre-la-montre par équipes, Michael Matthews) |                  | 3 victoires d'étape (Esteban Chaves (2), Caleb Ewan) |

### Classement UCI
| Rang | Coureur             | Points |
| ---- | ------------------- | ------ |
| 20   | Michael Matthews    | 221    |
| 35   | Adam Yates          | 150    |
| 36   | Simon Yates         | 148    |
| 39   | Esteban Chaves      | 134    |
| 64   | Michael Albasini    | 62     |
| 77   | Daryl Impey         | 49     |
| 82   | Jens Keukeleire     | 46     |
| 120  | Caleb Ewan          | 21     |
| 145  | Luke Durbridge      | 10     |
| 149  | Simon Clarke        | 8      |
| 165  | Simon Gerrans       | 6      |
| 170  | Magnus Cort Nielsen | 5      |
| 210  | Damien Howson       | 1      |